# Національний університет Ірландії
Національний університет Ірландії (англ. National University of Ireland (NUI); ірл. Ollscoil na hÉireann) — спілка університетів Ірландії. Він складається з 4 університетів-засновників та 5 коледжів та є найбільшим університетом Ірландії. Університетська спілка була заснована в 1908 році законом «Irish Universities Act» замість діючого з 1880 року  Королівського університету Ірландії і в 1997 році істотно змінений законом «Universities Act». Університети засновники у всіх основних питаннях незалежні один від одного, за винятком ступенів і дипломів, які видаються від імені національного університету зі штаб-квартирою в Дубліні. 
Абревіатура НУІ використовується для дипломів усіх університетів, що входять до Національного університету Ірландії.

## Історія
Королівські коледжі в Белфасті, Корку і Голвеї були засновані в 1845 році. У 1849 році почалося навчання, а через рік вони були об'єднані під Королівський університет Ірландії. Католицький університет Ірландії було створено як незалежний університет 3 листопада 1854 року для навчання католиків, цей університет не був визнаним університетом і не пропонував визнаних ступенів. У 1880 році Королівський університет Ірландії взяв на себе функції присудження ступенів двох колишніх університетів і запропонував визнані ступені випускникам нового Університетського коледжу Дубліна та Коледжу Святого Патріка, раніше нагороджений при Католицькому університеті. Католицький університет став Дублінським університетським коледжем у 1882 році під керівництвом єзуїтів. У 1890-х його студенти досягли більших відзнак, ніж їхні колеги в Белфасті, Корку та Голвеї, які спочатку були засновані як світські навчальні заклади.
Реформи 1908 року створили Національний університет Ірландії та окремий Університет королеви Белфаста. Королівський університет було розпущено в 1909 році, а в 1910 році Мейнут став визнаним коледжем НУІ. Спочатку Національний університет, на відміну від Королівського університету, не присуджував ступені студентам-заочникам або екстернатам. Однак, як і в Королівському університеті, Національному університету все ще було заборонено присуджувати ступені з теології.
У 1975 році педагогічні коледжі Коледж Керісфорт, Коледж Святого Патріка та Коледж Марії Непорочної, стали визнаними коледжами НУІ. Протягом 1976 і 1977 років Педагогічний коледж Томонда також був визнаним коледжем НУІ. У 1978 році Коледж Святої Анжели став афілійованим з НУІ.
У 1996 році Національний коледж мистецтва та дизайну став визнаним коледжем НУІ. Реформи 1997 року реструктуризували Національний університет Ірландії, і з деяких факультетів попереднього визнаного коледжу, Коледж Святого Патрика, було створено додатковий університет у Мейнуті. Ці реформи також зняли заборону на богослов'я, яка була викладена на Національний університет та його попередників.

### Законодавчий округ
З 1918 випускники університету сформували виборчий округ на парламентських виборах. У 1918 році він був сформований як виборчий округ до Палати громад Великобританії. Після перших виборів Еойн Макнейл утримався від Вестмінстерського парламенту та засідав у першому парламенті. Випускники обирали чотирьох членів до Дойл Ерен з 1921 до 1934 року, коли університетські виборчі округи були скасовані Фіанною Файл.
Згідно з Конституцією Ірландії, прийнятою в 1937 році, випускники університету обирають трьох членів сенату. Усі випускники, які є громадянами Ірландії (незалежно від того, проживають у штаті чи ні) мають право голосу, якщо вони внесені до реєстру виборців університету. Почесний ступінь не дає права голосу. Вибори проводяться поштовим голосуванням.
Останні вибори відбулися в 2020 році, і повернули трьох незалежних політиків: Еліс-Мері Хіггінс, Майкл МакДауелл і Ронан Маллен.

## Управління
Керівним органом є Сенат згідно зі статутом 1908 року. Членів називають «Членами Сенату», а не Сенаторами. «Сенатор НУІ» означає членів Шенад Ерен, обраних випускниками НУІ. Сенат НУІ збирається в залі Фелана, названому на честь Едварда Дж. Фелана, який фінансував його реконструкцію. Закон про університети 1997 року збільшив розмір Сенату та передав повноваження від нього університетам, що входять до його складу.
Скликання НУІ складається з канцлера, віце-канцлера, членів Сенату, професорів і викладачів, а також випускників університету. Вісім членів НУІ Сенат обирається своїм скликанням строком на п'ять років.

### Канцлер
Канцлер є умовним керівником університету, а складові університети та визнані коледжі мають власних керівників, які здійснюють більшість повноважень на практиці. Коли університет було засновано в 1908 році Королівською хартією, було призначено першого ректора; усі наступні ректори обираються скликанням, як зазначено в статуті університету. Ректора обирають випускники та співробітники.
- Вільям Волш (1908–1921)
- Емон де Валера (1921–1975)
- Т. К. Вітакер (1976–1996)
- Гаррет Фіцджеральд (1997–2009)
- Моріс Меннінг (2009–тепер)

## Факультети
Університети, що входять до Ірландського національного університету мають загальну структуру з десяти факультетів:
- Сільське господарство
- Мистецтво
- Кельтознавство
- Комерція
- Інженерія й архітектура
- Харчова промисловість
- Юриспруденція
- Медицина та охорона здоров'я
- Філософія і соціологія
- Хімія і ветеринарна медицина

## Склад університету

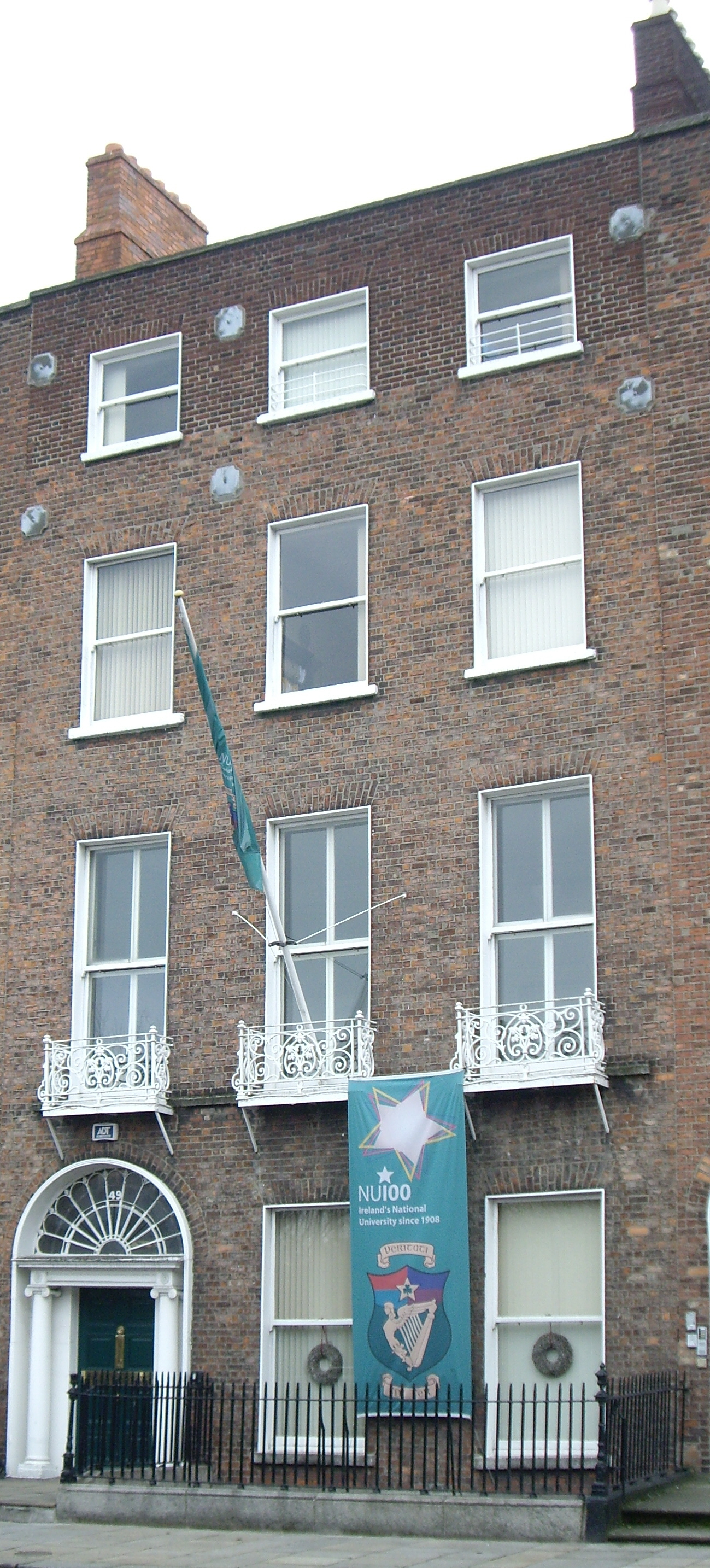
Фасад університету в Дубліні

Складовими частинами університету є: 
- Ірландський національний університет, Голвей
- Ірландський національний університет, Корк
- Університетський коледж Дубліна
- Ірландський національний університет, Мейнут.

Коледжі, що входять до складу спілки:
- Королівський коледж хірургів в Ірландії[8]
- Інститут громадського управління

Колишні визнані коледжі, що входять до складу університету:
- Коледж святої Анджели, Слайго (1978—2005)[9].
- Національний коледж мистецтва і дизайну (1996—2011)[10]
- Шеннонський коледж готельного управління (2000—2015)[11]

У минулому до коледжів, пов'язаних з національним університетом, входили:
- Освітній коледж непорочної Діви Марії (1975—1994)
- Національний інститут вищої освіти, Лімерік (1976 −1977)
- Томондський освітній коледж (1976—1977)
- Коледж нашої милосердної Леді, Керісфорт (1975—1988)
- Міллтаунський інститут теології та філософії (2005—2015)
- Освітній коледж святого Патрика, Драмкондра колишній Педагогічний коледж Святого Патрика, Драмкондра (1975—1995)
- Коледж святого Патрика, Мейнут (1910—1997)[12]